# Witold Zajączkowski
Witold Zajączkowski (ur. 5 marca?/17 marca 1892 w Symferopolu, zm. 19 grudnia 1977 w Toronto) – komandor Polskiej Marynarki Wojennej.

## Życiorys
Urodził się w rodzinie Bronisława (1860–1930) i Henryki z Choroszewskich (1873–1896). Po ukończeniu sześciu klas gimnazjum klasycznego w Symferopolu wyjechał w 1908 do Petersburga. Po zdaniu egzaminu konkursowego został przyjęty w poczet słuchaczy Korpusu Morskiego, po ukończeniu którego w 1913 został awansowany na miczmana (porucznika marynarki). Uzyskał przydział do 1 Dywizjonu Kontrtorpedowców 1 Dywizji Kontrtorpedowców Floty Bałtyckiej stacjonującego w Libawie. Podczas I wojny światowej służył na okrętach Floty Bałtyckiej a po rewolucji październikowej opuścił w styczniu 1918 rosyjską marynarkę wojenną. Krótko służył w estońskiej marynarce wojennej, w 1920 wyjechał do Warszawy. 30 stycznia 1921, na podstawie dekretu weryfikacyjnego Naczelnego Wodza, awansował na komandora podporucznika. W Departamencie dla Spraw Morskich otrzymał przydział do Kadry Marynarki Wojennej w Toruniu. Na przełomie 1921/1922 prowadził wykłady na Tymczasowych Kursach Instruktorskich w Toruniu, a po utworzeniu Oficerskiej Szkoły Marynarki Wojennej objął stanowisko dyrektora nauk i wykładowcy wiedzy okrętowej. Od 25 lutego 1927 do września 1939 dowódca Flotylli Rzecznej Marynarki Wojennej w Pińsku. 1 stycznia 1929 otrzymał awans do stopnia komandora porucznika, a 27 czerwca 1935 awansował na stopień komandora ze starszeństwem z dniem 1 stycznia 1935.
Od 1941 do 1942 prowadził rekrutację ochotników do PMW jako szef Morskiej Misji Werbunkowej w Kanadzie. Od stycznia 1944 komendant Komendy Morskiej „Południe”. Po zakończeniu działań wojennych w Europie i rozwiązaniu polskiej MW odszedł z czynnej służby 2 października 1947 i wyemigrował do Kanady. Początkowo prowadził niewielką farmę w Keswick, a następnie przeniósł się do Toronto, gdzie pracował w biurze prawniczym.
W lutym 1965 Naczelny Wódz, generał broni Władysław Anders mianował go kontradmirałem, lecz komandor Zajączkowski odmówił przyjęcia tego awansu.
Zmarł 19 grudnia 1977 w Toronto. Został pochowany na cmentarzu w Mount Pleasant.
Od 27 czerwca 1917 był żonaty z Estonką Johanną (Anną) Kolts, z którą miał dwie córki: Janinę (ur. 1918) i Helenę (ur. 1921).

## Ordery i odznaczenia
- Krzyż Komandorski Orderu Odrodzenia Polski
- Złoty Krzyż Zasługi (10 listopada 1938)[7]
- Srebrny Krzyż Zasługi (17 marca 1928)[8]
- Medal Pamiątkowy za Wojnę 1918–1921 (1928)
- Medal Dziesięciolecia Odzyskanej Niepodległości (1928)
- Brązowy Medal za Długoletnią Służbę
- Oficer Orderu Legii Honorowej (III Republika Francuska, 1931 – zezwolenie Prezydenta RP)[9]
- Medal Obrony (Wielka Brytania)
- Medal Wojny 1939–1945 (Wielka Brytania)
- Order św. Stanisława III klasy z mieczami i kokardą (Imperium Rosyjskie, 1916)